# Choi Jae-woo
Choi Jae-woo (Seul, 27 febbraio 1994) è uno sciatore freestyle sudcoreano, specialista nelle gobbe.

## Biografia
In Coppa del Mondo ha esordito l'8 gennaio 2018 a Calgary (38ª).
Nel 2014 ha partecipato per la prima volta ai Giochi olimpici a Sochi classificandosi in dodicesima posizione.
Nel 2018 ha preso parte ai XXIII Giochi olimpici invernali a Pyeongchang venendo eliminato nel secondo turno della finale in seguito ad una caduta e classificandosi dodicesimo nella gara di gobbe.

## Palmarès

### Coppa del Mondo
- Miglior piazzamento in classifica generale: 13ª nel 2017.

### Mondiali juniores
- 1 podio:
  - 1 bronzo (gobbe a Chiesa in Valmalenco 2012).